# اندونی لاکاباگ
اندونی لاکاباگ (انگلیسی: Andoni Lakabeg؛ زادهٔ ۱۴ فوریهٔ ۱۹۶۹) بازیکن فوتبال اهل اسپانیا است.
از باشگاه‌هایی که در آن بازی کرده‌است می‌توان به باشگاه فوتبال اتلتیک بیلبائو، باشگاه فوتبال سابادل، باشگاه فوتبال سلتاویگو، باشگاه فوتبال ویارئال، و باشگاه فوتبال اتلتیک بیلبائو بی اشاره کرد.
وی همچنین در تیم ملی فوتبال باسک بازی کرده‌است.